# Grosse Scheidegg

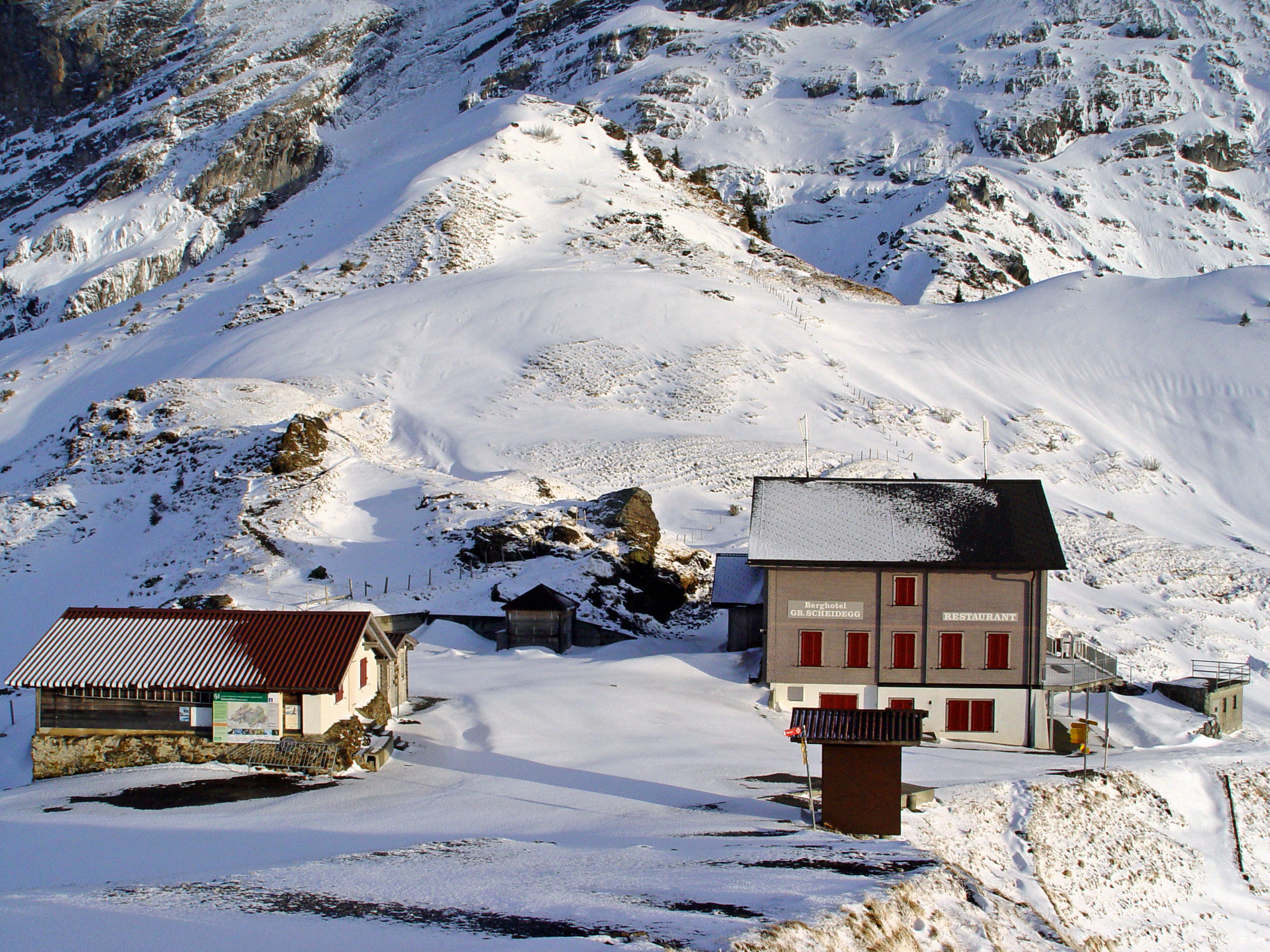
El cim del Grosse Scheidegg a l'hivern.

El Grosse Scheidegg és un port de muntanya situat als Alps Bernesos, a Suïssa. Aquest pas creua el coll entre les muntanyes Schwarzhorn i Wetterhorn, i es troba a una alçada de 1.962 metres.
El pas està travessat per una carretera que connecta la ciutat de Meiringen, situada a 595 metres, i el poble de Grindelwald, situat a una alçada de 1.034 metres. La carretera està tancada a la majoria del tràfic, però és utilitzada per la companyia PostBus Suïssa, que té un servei que puja fins al cim, amb alguns autobusos continuant el trajecte fins a Meiringen. El servei opera entre el maig i l'octubre, amb entre quatre i deu autobusos diaris, en funció de l'època de l'any i de la secció de la ruta. Passejar pel pas és força popular, formant part de la ruta de pas alpina entre Sargans i Montreux.
Des del costat de Meiringen, per aproximar-se al pas s'ha de creuar la vall de Reichenbach, per sobre de les cascades de Reichenbach, indret conegut per ser l'emplaçament del darrer combat entre Holmes i Moriarty. Les cascades es poden visitar des de la carretera, o mitjançant un funicular que surt del fons de la vall.
El Berghotel, un restaurant i hotel, es troba al cim del Grosse Scheidegg.
Abans de l'arribada del ferrocarril i de la introducció del turisme a la zona, el Grosse Scheidegg proveïa accés a la gent de la zona a les rutes d'importació amb Itàlia, passant pel pas de Grimsel. Amb l'arribada del ferrocarril, la importància del pas com a ruta comercial va desaparèixer; actualment, el Grosse Scheidegg no ha arribat al nivell turístic que ha aconseguit el seu veí, el Kleine Scheidegg.